# 北光社 (書店)
北光社（ほっこうしゃ）は、かつて新潟県新潟市中央区に本社を置き、書店を運営していた企業。

## 歴史

### 北光社
越後国北蒲原郡水原に、斎藤俊秀（堯山）により創業された。正確な創業年代は不詳であるが、文政年間の中頃、1820年ごろのことであろうと伝わっている。当時の屋号は「紅屋潤身堂」であり、書籍だけではなく、化粧品や医薬品なども取り扱っていた。頼山陽の邸宅で初代が客死したのち、1854年（嘉永7年）に2代忠敬が後を継いだ。
1898年（明治31年）、3代吉次郎の時代に、店舗を新潟市の古町に移転した。このとき、「北方文化の光たれ」という願いを込め、屋号を「北光社」に改称した。1908年（明治41年）の新潟大火により店舗を焼失し、7番町から6番町へと移設した。4代忠太郎は、学校町通2番町に支店をかまえた。1950年（昭和25年）に法人化した。1955年（昭和30年）にも大火があり、店舗を焼失した。1958年（昭和33年）に5代敬治が後を継いだ。1960年代以降、新潟駅前や、新潟市の寺尾、青山などにも支店を設け、規模を拡大させていった。1975年（昭和50年）、万代シテイに紀伊國屋書店が進出したことに対抗し、店舗を増床するも、売上は伸びず、人件費の増大にともない、累積赤字に陥った。
6代目の幸成は、パソコンを活用した学習教室や、法人向けの人材育成事業などをはじめた。また、6店あった店舗を本店のみに縮小し、本店面積も縮小することで、コスト削減をはかったものの、売上は減少の一途をたどった。2007年（平成19年）には新潟駅南口にジュンク堂書店が新たに開業したほか、百貨店の大和が撤退するなど、古町自体の地盤沈下も進んだ。また、オンライン書店の隆盛などにより、1975年時の増床の負債を解消する目処が立たず、2009年（平成21年）に閉店が決定した。2010年（平成22年）1月31日に閉店し、190年の歴史に幕を下ろした。

### 北書店
2010年（平成22年）4月12日には、最後の店長を務めた佐藤雄一が独立し、新潟市役所前に北書店を開業した。開業にあたっては、北光社本店に残った本や書棚をそのまま引き継いだ。佐藤は2022年（令和4年）3月、トークイベント出演中に脳出血で倒れた。北書店は友人の助けにより、週2日の営業を続けていたものの、退院後、佐藤の左半身に麻痺が残ったこともあり、今の規模では店を続けられないとの判断から、8月6日に閉店した。しかし、12月には、中央区下大川前通に店舗を移し、店舗の規模を縮小するかたちで再オープンした。